# اندیس آنومالی جلمباران
آنومالی جلمباران یک اندیس فلزی است که در حوالی شهر باشتین استان خراسان قرار دارد و مادهٔ معدنی موجود در آن، طلا است.سنگ میزبان این اندیس گدازه‌های آندزیتی بازالتی، آمیزه رنگین، سرپانتینیت، توف، اسپیلیت، دیاباز است  